# 茨城西南地方広域市町村圏事務組合
茨城西南地方広域市町村圏事務組合（いばらきせいなんちほうこういきしちょうそんけんじむくみあい）は、茨城県古河市、下妻市、坂東市、常総市、結城郡八千代町、猿島郡五霞町、境町の4市3町が組織する一部事務組合。

## 概要

### 主な事務内容
- 消防
- 利根老人ホーム
- 特殊湛水防除

### 組織
- 組合議会
  - 議員定数：19人（古河市：5人、下妻市：3人、坂東市：3人、常総市：2人、八千代町：2人、五霞町：2人、境町：2人）
  - 管理者：1人
  - 副管理者：6人
  - 会計管理者

## 常備消防事務

### 概要
- 消防本部：古河市中田1683番地9
- 管内面積：500.25km2
- 職員定数：460人
- 消防署4カ所、分署9カ所、出張所6カ所
- 主力機械（2019年4月1日現在）
  - 普通消防ポンプ自動車：5
  - 水槽付消防ポンプ自動車：17
  - はしご付消防自動車：１
  - 多目的ブーム付消防ポンプ自動車：１
  - 屈折はしご付消防自動車：1
  - 救助工作車：3
  - 化学消防自動車：4
  - 救急自動車：16
  - 指揮広報車：3
  - 支援車：4
  - 広報車：11
  - 資材搬送車：3
  - 人員輸送車：7
  - 後方支援車：1
  - 支援車Ⅲ型：1
  - 救助艇トレーラー：3
  - 拠点機能形成車：1
  - 水上バイク：1

### 沿革
- 1974年4月1日　古河市・下妻市・岩井市・結城郡八千代町・千代川村・石下町・猿島郡総和町・五霞村・三和町・猿島町・境町の3市6町2村により茨城西南地方広域市町村圏事務組合を設置する。
- 1996年6月1日　五霞村が町制移行し五霞町になったことに伴い、組合構成自治体が3市7町1村となる。
- 2004年10月23日　新潟県中越地震に緊急消防援助隊を派遣。
- 2005年3月22日　岩井市と猿島町が合併し坂東市が発足したことに伴い、組合構成自治体が3市6町1村となる。岩井消防署を坂東消防署に改称する。
- 2005年9月12日　古河市、総和町及び三和町が合併し新たな古河市が発足したことに伴い、組合構成自治体が3市4町1村となる。
- 2005年10月9日　パキスタン地震に国際消防救助隊を派遣。
- 2006年1月1日　下妻市が千代川村を編入し、水海道市が石下町を編入し常総市が発足したことに伴い、組合構成自治体が4市3町となる。なお、常総市の旧水海道市域は常総地方広域市町村圏事務組合消防本部が合併前から引き続き管轄し、旧石下町域のみを当組合で処理する。
- 2010年4月1日　坂東消防署に高度救助隊を発隊。
- 2011年3月29日　東日本大震災に緊急消防援助隊を派遣。
- 2021年4月1日　茨城西南広域消防本部へ改称。
- 2020年7月20日　静岡県熱海市土石流災害に緊急消防援助隊を派遣。
- 2021年12月1日　古河消防署駅西出張所が運用開始。

### 組織
- 本部 - 総務課、企画課、救急課、予防課、消防救助課
- 消防署

### 消防署
| 消防署     | 住所                     | 分署                                                                                            | 出張所                                                  |
| ---------- | ------------------------ | ----------------------------------------------------------------------------------------------- | ------------------------------------------------------- |
| 古河消防署 | 古河市中田1683番地9      | 住吉：古河市古河797番地1 三和：古河市仁連2070番地1 五霞：猿島郡五霞町大字元栗橋1887番地1        | 駅西：古河市本町一丁目10番16号                          |
| 下妻消防署 | 下妻市本城町二丁目22番地 | 千代川：下妻市宗道2095番地3 石下：常総市本石下4596番地 八千代：結城郡八千代町大字菅谷1177番地22 | 上妻：下妻市黒駒1049番地7 高道祖：下妻市高道祖4394番地1 |
| 坂東消防署 | 坂東市辺田644番地2       | 寺久：坂東市寺久373番地4 猿島：坂東市山2793番地3 境：猿島郡境町422番地6                         | 飯島：坂東市幸田新田60番地6 七郷：坂東市矢作1159番地4   |
| 総和消防署 | 古河市下大野752番地2     | なし                                                                                            | 上大野：古河市上大野1933番地3                           |

- 常総市の旧水海道市域は常総地方広域市町村圏事務組合消防本部の管轄である。

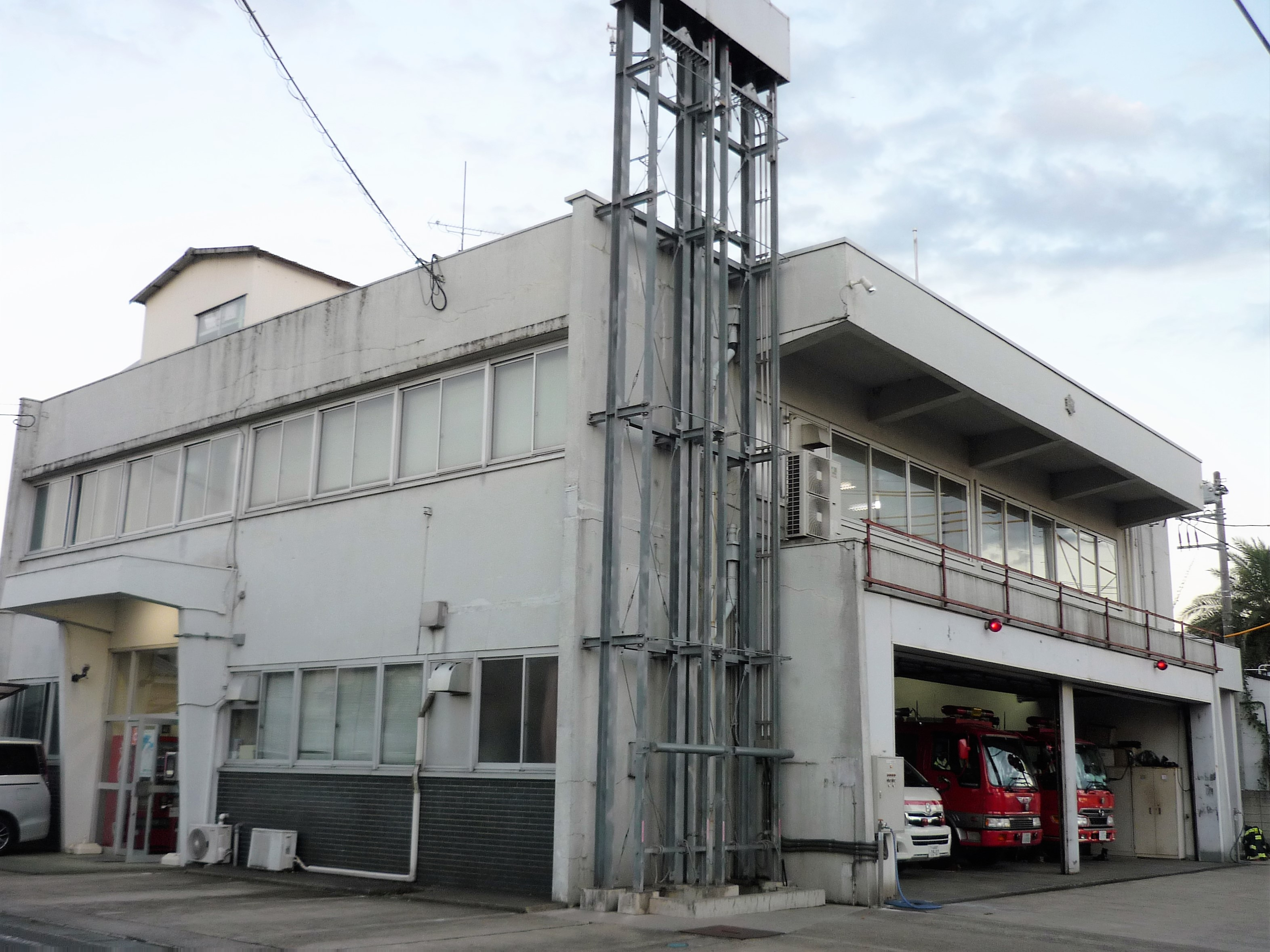
下妻消防署
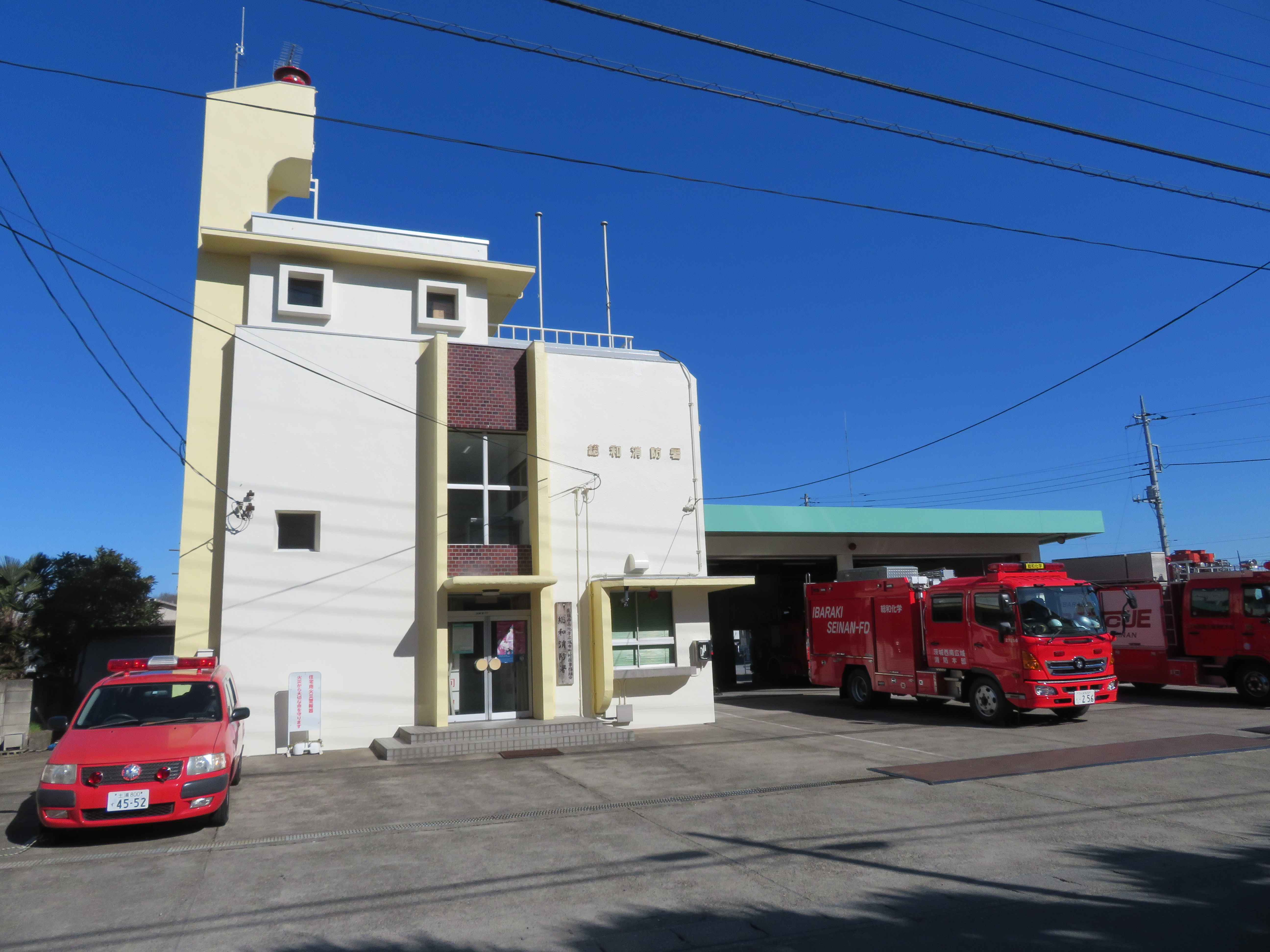
総和消防署
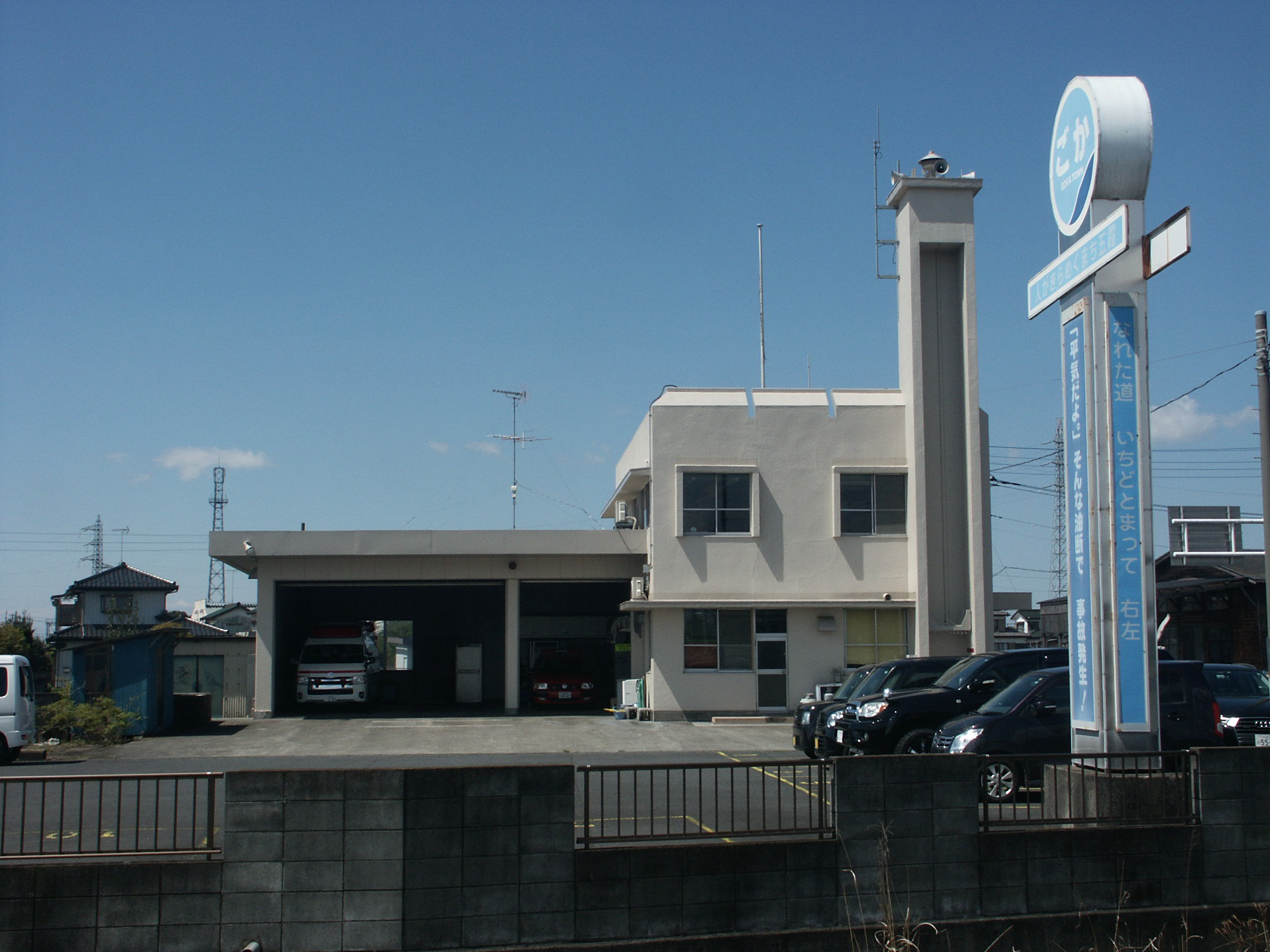
古河消防署五霞分署